# Futebolista Georgiano do Ano
O Futebolista Georgiano do Ano é um prêmio anual concedido ao melhor jogador de futebol da Geórgia.
O prêmio de um ano oficial é entregue no verão em função do desempenho dos jogadores em um campeonato de inverno. O vencedor é eleito pelos resultados de uma pesquisa realizada entre os jornalistas georgianos. A partir de 1993, é concedido pelo jornal esportivo diário Sarbieli (სარბიელი). Anteriormente, em 1990 e 1992, outro jornal, kartuli Pekhburti (ქართული ფეხბურთი), concedeu.

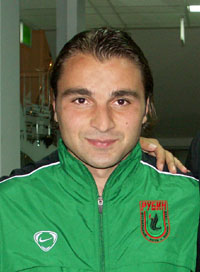
Giorgi Kinkladze, vencedor do prêmio em 1993 e 1996

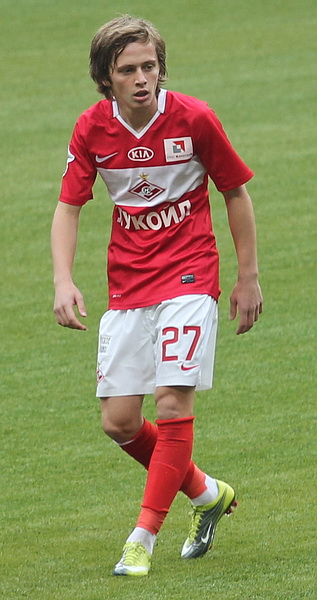
Zhano Ananidze, vencedor em 2009

## Vencedores
| Ano  | Futebolista            | Clube            | Pontos |
| ---- | ---------------------- | ---------------- | ------ |
| 1990 | Temuri Ketsbaia        | Dinamo Tbilisi   |        |
| 1992 | Mikhail Jishkariani    | Tskhumi Sukhumi  |        |
| 1993 | Georgi Kinkladze       | Dinamo Tbilisi   |        |
| 1994 | Shota Arveladze        | Trabzonspor      |        |
| 1995 | Akaki Devadze          | Rostselmash      |        |
| 1996 | Georgi Kinkladze       | Manchester City  |        |
| 1997 | Temuri Ketsbaia        | AEK Athens       |        |
| 1998 | Shota Arveladze        | Ajax             |        |
| 1999 | Zaza Janashia          | Lokomotiv Moscow |        |
| 2000 | Levan Kobiashvili      | Freiburg         | 158    |
| 2000 | 2º Kakha Kaladze       | Milan            | 136    |
| 2000 | 3º Georgi Demetradze   | Dynamo Kyiv      | 73     |
| 2001 | Kakha Kaladze          | Milan            | 210    |
| 2001 | 2º Levan Kobiashvili   | Freiburg         | 112    |
| 2001 | 3º Georgi Nemsadze     | Dundee           | 28     |
| 2002 | Kakha Kaladze          | Milan            |        |
| 2003 | Kakha Kaladze          | Milan            | 232    |
| 2003 | 2º Zurab Khizanishvili | Dundee           | 93     |
| 2003 | 3º Shota Arveladze     | Rangers          | 36     |
| 2004 | Aleksandr Iashvili     | Freiburg         |        |
| 2004 | 2º Levan Kobiashvili   | Schalke 04       |        |
| 2005 | Levan Kobiashvili      | Schalke 04       | 202    |
| 2005 | 2º Malkhaz Asatiani    | Lokomotiv Moscow | 184    |
| 2005 | 3º Kakha Kaladze       | Milan            | 29     |
| 2006 | Kakha Kaladze          | Milan            | 196    |
| 2006 | 2º Levan Kobiashvili   | Schalke 04       | 143    |
| 2006 | 3º Shota Arveladze     | AZ               | 109    |
| 2007 | Shota Arveladze        | AZ               |        |
| 2007 | 2º Kakha Kaladze       | Milan            |        |
| 2007 | 3º Levan Kobiashvili   | Schalke 04       |        |
| 2008 | Aleksandr Iashvili     | Karlsruhe        |        |
| 2009 | Zhano Ananidze         | Spartak Moscow   |        |
| 2010 | Giorgi Merebashvili    | Vojvodina        |        |
| 2011 | Kakhaber Kaladze       | Genoa            |        |
| 2012 | Guram Kashia           | Vitesse          |        |
| 2013 | Guram Kashia           | Vitesse          |        |
| 2014 | Solomon Kvirkvelia     | Rubin Kazan      |        |
| 2015 | Jaba Kankava           | Reims            |        |